# Osborne 1

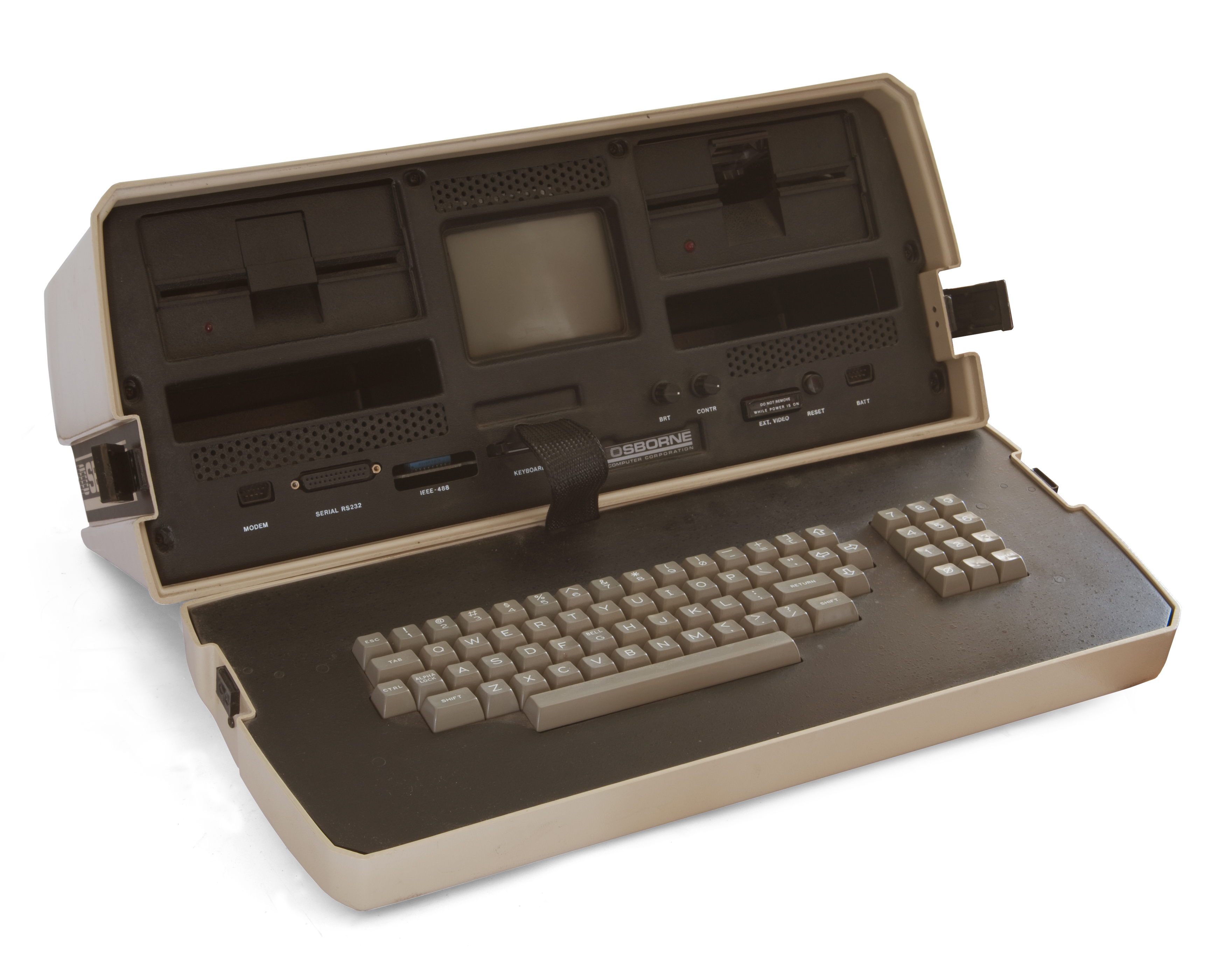

Osborne 1 — перший комерційно успішний портативний мікрокомп'ютер, випущений в продаж 3 квітня 1981 року американською компанією Osborne Computer Corporation. На одній стороні корпусу знаходилася ручка для перенесення, на іншій клавіатура, конструктивно виконаний в вигляді відкидної кришки, під нею знаходився монохромний ЕПТ дисплей розміром п'ять дюймів по діагоналі (13 см) та два дисководи для гнучких магнітних дисків 5,25 дюймів. Було передбачено підключення зовнішнього монітора та модема. Встановлена операційна система CP/M. Комп'ютер постачався з текстовим редактором WordStar, табличним процесором SuperCalc, інтерпретаторами мов MBASIC та CBASIC та іншими програмами. Комп'ютер мав масу 11 кг, продавався за ціною 1795 доларів.
Під натиском конкурентів компанія була змушена оголосити початок продажу подальшої моделі Osborne Vixen задовго до надходження машин у реалізацію. Це виявилося маркетинговою помилкою, сильно вдарило по продажу Osborne 1, і компанія, не маючи коштів на розробку і випуск Vixen, збанкрутіла.

## Технічні характеристики
- Процесор: Z80 на частоті 4 МГц
- Пам'ять: 64 КБ ОЗП
- Дисплей: 5-дюймовий монохромний ЕПТ розміром 8,75 × 6,6 см, 52 символи × 24 рядки
- Клавіатура: 69 клавіш
- Пристрій зберігання інформації: два приводи гнучких дисків на 5¼ дюймів, однобічні 40-доріжні диски (також було доступно оновлення до дисків подвійної щільності запису)
- Паралельний порт: IEEE-488
- Послідовний порт: RS-232-сумісний, на 1200 або 300 біт/с

## Програмне забезпечення
Операційна система CP/M версії 2.2 запускалася з ПЗП.
Комп'ютер поставлявся з пакетом прикладних програм. У різний час до постачання входив різний набір програмного забезпечення, наприклад, з першими проданими системами не постачалася dBase II. Вартість пакету становила близько 1500 доларів. У постачання входили:
- MBasic (Microsoft)
- CBasic
- Colossal Cave — гра у жанрі текстової адвентюри
- Deadline (Infocom) — гра
- dBase II — СУБД
- dBase II Tutor — підручник
- Nominal Ledger — бізнес-додаток
- Purchase Ledger — бізнес-додаток
- Sales Ledger — бізнес-додаток
- SuperCalc — електронна таблиця
- Wordstar — текстовий процесор